# Passiflora tatei
Passiflora tatei Killip & Rusby – gatunek rośliny z rodziny męczennicowatych (Passifloraceae Juss. ex Kunth in Humb.). Występuje endemicznie w zachodniej Boliwii. 

## Morfologia
PokrójZdrewniałe, trwałe, owłosione liany.
LiściePodwójnie lub potrójnie klapowane, sercowate u podstawy, skórzaste. Mają 3,5–10 cm długości oraz 3–7 cm szerokości. Całobrzegie, z ostrym wierzchołkiem. Ogonek liściowy jest owłosiony i ma długość 10–25 mm. Przylistki są liniowe o długości 7–11 mm.
KwiatyPojedyncze lub zebrane w pary. Działki kielicha są podłużne, zielonkawobiałe, mają 1,4–1,7 cm długości. Płatki są liniowe, białe, mają 0,7–0,9 cm długości. Przykoronek ułożony jest w dwóch rzędach, biało-purpurowy, ma 3–9 mm długości.
OwoceSą kulistego kształtu.

## Biologia i ekologia
Występuje wśród roślinności krzewiastej na wysokości około 2500 m n.p.m.